# انتخابات الرئاسة البولندية 1995
انتخابات الرئاسة البولندية 1995 هي الانتخابات الرئاسية التي جرت في 1995، لانتخاب رئيس بولندا.، فاز بالانتخابات ألكسندر كفاشنيفسكي.

## المرشحين
| المرشح             | الحزب | عدد الأصوات |
| ------------------ | ----- | ----------- |
| ألكسندر كفاشنيفسكي |       |             |